# Plectiscidea monochrocera
Plectiscidea monochrocera är en stekelart som först beskrevs av Forster 1871.  Plectiscidea monochrocera ingår i släktet Plectiscidea och familjen brokparasitsteklar. Inga underarter finns listade i Catalogue of Life.